# 泰斯塔格里吉亞山 (瓦萊達奧斯塔大區)

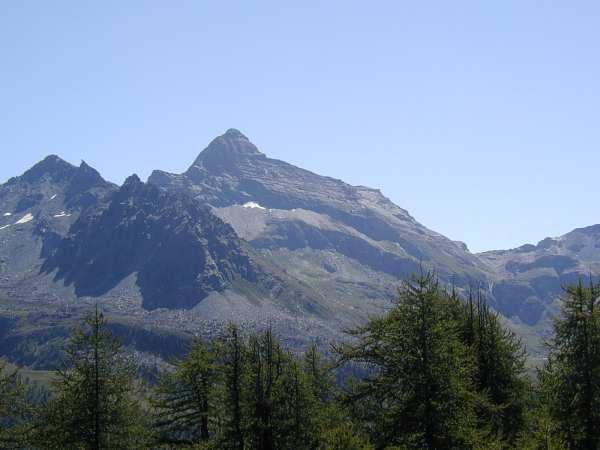

45°49′51″N 7°47′11″E / 45.830901°N 7.786424°E
泰斯塔格里吉亞山（義大利語：Testa Grigia），是意大利的山峰，位於該國西北部，由瓦萊達奧斯塔大區負責管轄，屬於本寧阿爾卑斯山脈的一部分，海拔高度3,315米。